# Хрватска на Песми Евровизије 2025.
Хрватску је на Песми Евровизије 2025. представљала песма "Poison Cake", коју су написали Бас Висинк, Бен Пајн, Ема Гејл, Филип Мајдак и Марко Бошњак, а извео је лично Бошњак. Хрватска радиотелевизија организовала је национално финале Дора 2025 како би одабрала свог представника за такмичење.

## Позадина
Пре такмичења 2025. Хрватска радиотелевизија (ХРТ) учествовала је на Песми Евровизије представљајући Хрватску 29 пута од свог првог учешћа 1993. Најбољи резултат на такмичењу било је друго место, са песмом „Рим Тим Таги Дим“ у извођењу Baby Lasagna. Ово је уједно био и њен први пласман у првих пет од „Марија Магдалене“ Дорис Драговић. Након увођења полуфинала 2004., Хрватска је до сада наступила у девет финала.
У оквиру својих обавеза као емитера који учествује, ХРТ организује избор своје пријаве за Песму Евровизије и преноси догађај у земљи. Емитер је потврдио своје учешће на конкурсу 2025. 20. септембра 2024. Између 1993. и 2011. године ХРТ је организовао национално финале Дора како би одабрао своју пријаву, док је интерно бирао представника 2012. и 2013.. Након што је пропустио издања из 2014. и 2015., ХРТ је наставио интерну селекцију између 2016. и 2018. Од 2019. користи Дору да одабере свог представника, метод који је настављен за учешће у 2025.

## Пре Евровизије

### Дора 2025
Дора 2025 је било двадесет шесто издање националне селекције Дора у организацији ХРТ-а како би одабрао своју пријаву за Песму Евровизије 2025. Такмичење се састојало од два полуфинала 27. и 28. фебруара 2025. и финала 2. марта 2025. године, а сва су одржана у Спортској дворани Марино Цветковић у Опатији, а домаћини су били Душко Чурлић и Барбара Колар са  хостинг сегмената из зелене собе. Све емисије су емитоване на ХРТ 1, преко радија на ХР 2, и онлине путем стриминг сервиса ХРТи као и преко Dora службени ИоуТубе канал и веб страница емитера хрт.хр. 

#### Формат
У сваком полуфиналу наступило је дванаест пријава, а осам се квалификовало за финале на основу резултата јавног гласања на телевизији. Победник финала је одређен комбинацијом 50/50 гласова јавности и жирија састављеног од четири национална жирија – Осијек, Ријека, Сплит и Загреб – и четири међународна – Хелсинки, Љубљана, Мадрид и Јереван; сваки од ових жирија састојао се од три професионалца музичке индустрије. Гледаоци и жири имали су укупно по 464 поена. Свака група жирија је поделила своје бодове по истом обрасцу који је коришћен на Песми Евровизије, односно 1–8, 10 и 12 поена. Гласање гледалаца се заснивало на проценту гласова које је свака песма добила путем телефонског и СМС гласања; на пример, ако је песма добила 10% гласова гледалаца, тада би том уносу било додељено 10% од 464 поена заокружено на најближи цео број: 46 поена.

#### Пријаве
ХРТ је 20. септембра 2024. отворио рок за пријаву у којем су уметници и композитори могли да предају своје радове емитеру до 15. новембра 2024. Емитер је примио 221 пријаву током периода за подношење, што је нови рекорд од поновног покретања Доре. Седмочлана стручна комисија коју чине Жељен Клаштерка (музичар и композитор),  Тихомир Прерадовић (композитор и музички продуцент), Моника Лелас (радио водитељ и уредник), Иван Пешут (музичар, музички продуцент, композитор и гитариста), Јелена Балент (музички уредник и певачица), Давор Медаковић (музички уредник) и Лука Гргић (сценски редитељ) прегледали су пристигле пријаве и одабрали двадесет и четири извођача као и четири пратеће песме. ХРТ је списак учесника објавио 5. децембра 2024., а међу извођачима који су се такмичили били су Магазин и Марко Шкугор, који је представљао Хрватску као члан Клапе са мора.
ХРТ је 24. децембра 2024. објавио да је Лара feat. ЛСК се повукао из такмичења и да ће их заменити Свингери. 7. јануара 2025., ХРТ је објавио да је Наталие Балмик дисквалификована због подношења финализоване верзије њеног уноса која је „више од 50 одсто музички и текстова измењена“ и да ће је заменити Фенкста.
  Одбијене/дисквалификоване песме   Резервна песма
| Artist            | Song                    | Songwriter(s)                                                                                   |
| ----------------- | ----------------------- | ----------------------------------------------------------------------------------------------- |
| Ананда            | "Lies Lay Cold"         | Ananda Đuranović Andreas Björkman Jonas Ekdahl                                                  |
| EoT               | "Bye Bye Bye"           | Boris Kolarić Goran Glavač Maja Kolarić                                                         |
| hr                | "Extra"                 | Bill Cole Saša Stević                                                                           |
| Филомена          | "Strong"                | Filomena Puljiz Domagoj Perišić                                                                 |
| Ирма              | "Enigma"                | Ananda Đuranović Andreas Björkman                                                               |
| Ivxn              | "Monopol"               | Ananda Đuranović Ivan Milić Andreas Björkman Jonas Ekdahl                                       |
| Јелена Радан      | "Salut!"                | Anita Valo Matej Zec Meri Jaman Robster Martin                                                  |
| Lara feat. LSQ    | "Mama"                  | Мирослав Лесић Леа Деклева                                                                      |
| hr                | "NPC"                   | Лаура Сучец Матеј Магдић                                                                        |
| Lelek             | "The Soul of My Soul"   | Filip Lacković Tomislav Roso                                                                    |
| Luka Nižetić      | "Južina"                | Luka Nižetić                                                                                    |
| Магазин           | "AaAaA"                 | Ivan Huljić Tonči Huljić                                                                        |
| Marin Jurić Čivro | "Gorjelo je"            | Ivan Dečak                                                                                      |
| Марко Бошњак      | "Poison Cake"           | Bas Wissink Ben Pyne Emma Gale Filip Majdak Marko Bošnjak                                       |
| hr                | "Šta da Boga molim ja"  | Hrvoje Domazet hr [ ]                                                                           |
| Marko Tolja       | "Through the Dark"      | Ivan Popeskić Marko Tolja Mia Dimšić                                                            |
| Martha May        | "Running to the Light"  | Cormac Todd Marta Ivić Matteo Depares                                                           |
| Matt Shaft        | "Welcome to the Circus" | Laura Sučec Matej Magdić                                                                        |
| Natalie Balmix    | "Život ide dalje"       | Darko Dimitrov Natali Rajković [ ] Aida Baraku                                                  |
| Natalli           | "Dom si srcu mom"       | Alka Vuica Hrvoje Domazet Marija Mirković [ ]                                                   |
| Nipplepeople      | "Знак"                  | Nipplepeople                                                                                    |
| Oгењ              | "Дај, дај"              | Andrija Bricelj Benjamin Fabić Leonardo Ivačić Neven Žnidar Petar Šimčić Tomislav Mihac Kovačic |
| Petar Brkljačić   | "Kraj"                  | Hrvoje Domazet Ivona Zgrabljić Petar Brkljačić                                                  |
| Supersonic Trio   | "Animal"                | Leo Anđelković Luka Banić Mario Huljev                                                          |
| Swingers          | "Ful kul (Full Cool)"   | hr [ ] Swingers [ ]                                                                             |
| Teenah            | "Aurora"                | Charlie Mason Linda Persson Siniša Reljić Valentina Gyerek Ylva Persson Silvia Steiner          |

| # | Artist             | Song      | Songwriter(s)                                   |
| - | ------------------ | --------- | ----------------------------------------------- |
| 1 | Swingers           | "Ful kul" | Robert Mareković Swingers                       |
| 2 | Fenksta            | "Extra"   | Bill Cole Saša Stević                           |
| 3 | Patricia Gasparini | "Karma"   | Đivo Bjelančić Ervin Bešić Patricia Gašparini   |
| 4 | llyricum           | "Tananai" | Aleksandar Valenčić Andrej Babić Davor Lovrinić |

#### Полуфинале
Два полуфинала одржана су 27. и 28. фебруара 2025. године. Осам учесника у квалификацијама за финале из сваког полуфинала одређивало се искључиво јавним телегласом. Поред извођења такмичарских пријава, Нина Бадрић, која је представљала Croatia, наступила је као интервална радња током првог полуфинала, док је Алесандра Меле, која је представљала Norway, наступила као интервална акција током другог полуфинала.
| Draw | Artist       | Song                    | Result     |
| ---- | ------------ | ----------------------- | ---------- |
| 1    | Matt Shaft   | "Welcome to the Circus" | Пласиран   |
| 2    | Jelena Radan | "Salut"                 | Елиминисан |
| 3    | Nipplepeople | "Znak"                  | Пласиран   |
| 4    | Swingers     | "Ful kul"               | Елиминисан |
| 5    | Martha May   | "Running to the Light"  | Елиминисан |
| 6    | Lelek        | "The Soul of My Soul"   | Пласиран   |
| 7    | Teenah       | "Aurora"                | Елиминисан |
| 8    | Ivxn         | "Monopol"               | Пласиран   |
| 9    | Marko Tolja  | "Through the Dark"      | Пласиран   |
| 10   | Magazin      | "AaAaA"                 | Пласиран   |
| 11   | Natalli      | "Dom si srcu mom"       | Пласиран   |
| 12   | EoT          | "Bye Bye Bye"           | Пласиран   |

| Draw | Artist            | Song                   | Result     |
| ---- | ----------------- | ---------------------- | ---------- |
| 1    | Лауракојапјева    | "NPC"                  | Пласиран   |
| 2    | Marko Škugor      | "Šta da Boga molim ja" | Пласиран   |
| 3    | Fenksta           | "Extra"                | Пласиран   |
| 4    | Marin Jurić Čivro | "Gorjelo je"           | Елиминисан |
| 5    | Filomena          | "Strong"               | Пласиран   |
| 6    | Supersonic Trio   | "Animal"               | Елиминисан |
| 7    | Irma              | "Enigma"               | Елиминисан |
| 8    | Luka Nižetić      | "Južina"               | Пласиран   |
| 9    | Ananda            | "Lies Lay Cold"        | Елиминисан |
| 10   | Marko Bošnjak     | "Poison Cake"          | Пласиран   |
| 11   | Petar Brkljačić   | "Kraj"                 | Пласиран   |
| 12   | Ogenj             | "Daj, daj"             | Пласиран   |

#### Финале
Финале је одржано 2. марта 2025. и укључивало је 16 пласираних из претходна два полуфинала. Победничку песму "Poison Cake" у извођењу Марка Бошњака одлучио је спој гласова стручног жирија и хрватске јавности путем телегласања.
| Редослед | Извођач         | Песма                   | Жири | Публика | Укупно | Место |
| -------- | --------------- | ----------------------- | ---- | ------- | ------ | ----- |
| 1        | EoT             | "Bye Bye Bye"           | 30   | 21      | 51     | 8     |
| 2        | Natalli         | "Dom si srcu mom"       | 2    | 8       | 10     | 15    |
| 3        | Ivxn            | "Monopol"               | 19   | 11      | 30     | 10    |
| 4        | Filomena        | "Strong"                | 0    | 9       | 9      | 16    |
| 5        | Fenksta         | "Extra"                 | 16   | 15      | 31     | 9     |
| 6        | Лауракојапјева  | "NPC"                   | 12   | 16      | 28     | 12    |
| 7        | Nipplepeople    | "Znak"                  | 52   | 19      | 71     | 7     |
| 8        | Ogenj           | "Daj, daj"              | 42   | 78      | 120    | 2     |
| 9        | Petar Brkljačić | "Kraj"                  | 14   | 8       | 22     | 14    |
| 10       | Matt Shaft      | "Welcome to the Circus" | 2    | 26      | 28     | 11    |
| 11       | Marko Škugor    | "Šta da Boga molim ja"  | 10   | 17      | 27     | 13    |
| 12       | Магазин         | "AaAaA"                 | 62   | 49      | 111    | 3     |
| 13       | Marko Bošnjak   | "Poison Cake"           | 83   | 47      | 130    | 1     |
| 14       | Marko Tolja     | "Through the Dark"      | 42   | 32      | 74     | 6     |
| 15       | Lelek           | "The Soul of My Soul"   | 33   | 69      | 102    | 4     |
| 16       | Luka Nižetić    | "Južina"                | 45   | 39      | 84     | 5     |

| Draw | Song                    | Ljubljana | Rijeka | Madrid | Split | Yerevan | Osijek | Helsinki | Zagreb | Total |
| ---- | ----------------------- | --------- | ------ | ------ | ----- | ------- | ------ | -------- | ------ | ----- |
| 1    | "Bye Bye Bye"           | 4         |        | 6      | 6     | 5       | 5      |          | 4      | 30    |
| 2    | "Dom si srcu mom"       |           |        |        |       | 1       |        |          | 1      | 2     |
| 3    | "Monopol"               |           | 1      |        |       | 12      | 1      | 5        |        | 19    |
| 4    | "Strong"                |           |        |        |       |         |        |          |        | 0     |
| 5    | "Extra"                 | 8         | 7      | 1      |       |         |        |          |        | 16    |
| 6    | "NPC"                   |           | 2      | 3      | 3     |         | 3      | 1        |        | 12    |
| 7    | "Znak"                  | 7         | 5      | 7      | 4     | 6       | 8      | 10       | 5      | 52    |
| 8    | "Daj, daj"              | 10        | 3      |        | 7     | 4       | 6      | 6        | 6      | 42    |
| 9    | "Kraj"                  | 1         |        |        |       | 3       |        | 8        | 2      | 14    |
| 10   | "Welcome to the Circus" |           |        |        | 2     |         |        |          |        | 2     |
| 11   | "Šta da Boga molim ja"  | 3         |        | 2      | 1     |         |        | 4        |        | 10    |
| 12   | "AaAaA"                 | 2         | 4      | 10     | 12    | 8       | 7      | 7        | 12     | 62    |
| 13   | "Poison Cake"           | 12        | 10     | 12     | 8     | 10      | 12     | 12       | 7      | 83    |
| 14   | "Through the Dark"      | 5         | 12     | 8      | 5     |         | 2      | 2        | 8      | 42    |
| 15   | "The Soul of My Soul"   | 6         | 8      | 5      |       | 7       | 4      |          | 3      | 33    |
| 16   | "Južina"                |           | 6      | 4      | 10    | 2       | 10     | 3        | 10     | 45    |

| Jury      | Members                                                      |
| --------- | ------------------------------------------------------------ |
| Ljubljana | - Aleksander Radić - Filip Vidušin - Lea Sirk                |
| Rijeka    | - Albert Petrović - Mia Negovetić - Tina Vukov               |
| Madrid    | - César Vallejo - Alberto Jiménez - Irene Mahía              |
| Split     | - Eduard Gracin - Antonia Dora Pleško - Vinko Didović        |
| Yerevan   | - David Tserunyan - Anushik Ter-Ghukasyan - Arthur Manukyan  |
| Osijek    | - Marina Ban - Zvonimir Husnjak - Dora Vestić                |
| Helsinki  | - Jaakko Oleander-Turja - sv - fi                            |
| Zagreb    | - Đurđica Ivanković - Bojan Šalamon Shalla - Antonela Đinđić |